# Secretariaat voor Algemene Zaken van de Heilige Stoel
Het Secretariaat voor Algemene Zaken van de Heilige Stoel is een van de drie onderafdelingen van het Staatssecretariaat, en wordt ook wel de Eerste Afdeling genoemd.
Het secretariaat is belast met de lopende zaken van het Vaticaan. Zo coördineert deze afdeling alle zaken die met de dicasteriën (onderafdelingen) van de Romeinse Curie te maken hebben. Ook worden hier alle pauselijke documenten, zoals encyclieken, bullen en apostolische constituties geredigeerd en verzonden. Het secretariaat is daarnaast belast met de uitgaven van de Acta Apostolicae Sedis en het Annuario Pontificio.
Aan het hoofd van de afdeling staat een aartsbisschop-secretaris die ook wel Substituut voor Algemene Aangelegenheden wordt genoemd.

## Substituten voor Algemene Aangelegenheden
| Periode    | Periode    | Naam                    |
| ---------- | ---------- | ----------------------- |
| 17-02-1953 | 29-06-1967 | Angelo Dell'Acqua       |
| 29-06-1967 | 03-06-1977 | Giovanni Benelli        |
| 14-06-1977 | 28-04-1979 | Giuseppe Caprio         |
| 05-05-1979 | 23-03-1988 | Eduardo Martínez Somalo |
| 23-03-1988 | 12-12-1989 | Edward Idris Cassidy    |
| 12-12-1989 | 16-09-2000 | Giovanni Battista Re    |
| 16-09-2000 | 01-07-2007 | Leonardo Sandri         |
| 01-07-2007 | 10-05-2011 | Fernando Filoni         |
| 10-05-2011 | 29-06-2018 | Giovanni Angelo Becciu  |
| 15-10-2018 | heden      | Edgar Peña Parra        |